# Lista de personagens de Hunter × Hunter
Hunter × Hunter é um mangá que apresenta um extenso elenco de personagens criados por Yoshihiro Togashi. A série se passa em um universo fictício onde especialistas licenciados conhecidos como caçadores  viajam pelo mundo levando em trabalhos especiais que vão desde caça ao tesouro para os assassinatos. A história segue Gon Freecss, de 12 anos, em sua busca para se tornar um hunter, a fim de encontrar seu pai, Ging Freecss, que se um caçador famoso. Enquanto em sua busca, Gon conhece e se torna amigo íntimo de três outros membros que também estão em uma busca para se tornar "Hunters" para suas próprias razões. 

## Protagonistas

### Gon Freecss
Gon Furīkusu (ゴン・フリークス)
Protagonista da série. Foi criado na Ilha da Baleia pela sua tia e acreditava que seu pai estava morto. Ao ficar sabendo que o seu pai está vivo e que é um Hunter lendário, ele saiu da ilha para realizar o exame hunter, a fim de encontrá-lo. Gon é inocente e otimista, possui sentidos aguçados e grande empatia com animais. É usuário do Nen de reforço.

### Killua Zoldyck
Kirua Zorudikku (キルア・ゾルディック)
Possui a mesma idade que Gon Freecss, mas já é um ex-assassino profissional. Sua família é dedicada ao ramo do assassinato sendo os mais conceituados e famosos do mundo. Killua é considerado um promissor membro da família, mas acaba fugindo de casa e entrando no Exame Hunter em busca de diversão, onde conhece Gon e os outros. Cultiva uma profunda amizade com Gon, seu maior amigo. Com o Nen, aprende a transformação.

### Kurapika
Kurapika (クラピカ)
É o último membro do clã Kuruta, um clã cujos membros adquiriam olhos vermelhos quando estavam sobre o efeito de fortes emoções. Ao morrerem, seus olhos se tornam permanentemente vermelhos, ganhando alto valor no mercado negro. Quando Kurapika tinha 12 anos, todos os outros membros de seu clã são assassinados pelo grupo criminoso Gen'ei Ryodan, que buscava as pupilas escarlates pelo seu alto preço. Desde então, o jovem busca vingança como o último e único sobrevivente de seu clã, e tenta recuperar todos os olhos arrancados a qualquer custo. Para isso, deseja se tornar um Hunter, ganhando acesso a informações que somente estes podem obter. Na aprendizagem de nen, usa uma corrente com as habilidades de materialização.
Quando Kurapika fica com os olhos vermelhos, sua aura muda e ele se torna da especialização, que tem total controle sobre as outras especializações de Nen.

### Leorio Paradinight
Reorio Paradinaito (レオリオ・パラディナイト)
É o membro mais velho do grupo, Leorio quer se tornar um Hunter para conseguir dinheiro e estudar medicina, podendo então alcançar seu sonho de se tornar um médico. Esse desejo vem devido um incidente que lhe ocorreu há algum tempo atrás, quando seu melhor amigo ficou doente e morreu, por não possuir dinheiro para se tratar. Leorio é um personagem cômico, mas possui grande habilidade, embora não entre em tantos confrontos quanto os outros protagonistas. No anime, ele só luta uma vez (contra Kurapika, no inicio do teste Hunter). Existe uma forte comparação entre Leorio e Kazuma Kuwabara, personagem da série Yu Yu Hakusho, uma vez que os dois são os personagens mais bem humorados das duas séries e que ambas são obras do mesmo autor.

## Antagonistas

### Hisoka Morow
Hisoka Morō (ヒソカ・モロウ)
É um mágico guerreiro que uniu ao Gen'ei Ryodan, em busca de grandes inimigos e seu objetivo é achar alguém tão forte quanto ele, é o número 4 dos integrantes da Gen'ei Ryodan. Hisoka é uma pessoa enigmática, cruel e sádico, extremamente poderoso além de um perfeito mágico ilusionista (como ele mesmo se refere), finge ser membro da Gen'ei Ryodan, para lutar com Chrollo Lucilfer (depois de um tempo descobriram sua farsa). Hisoka utiliza baralhos impregnados com Nen, dando-lhes poder suficiente para cortar até coisas sólidas, tornando-as perigosas e poderosas em combate. Hisoka conhece Gon Freecss no período do Exame Hunter e fica muito interessado nele, pois acredita que o garoto é muito forte para a idade dele. Diante dessa circunstância, Gon se torna um dos piores inimigos de Hisoka, juntamente com Kurapika e Chrollo Lucilfer, em seus combates.
Seu golpe se chama "Goma Elástica", alterando a consistência do "Nen", para uma goma extremamente pegajosa parecida com chiclete, porém muito mais resistente. Essa goma também pode se esticar ou contrair, dependendo exclusivamente dos desejos de Hisoka. Ela pode ser acoplada pelo contato físico direto ou simplesmente apontada por Hisoka, a goma não pode ser vista, a menos que o adversários esteja usando "Gyou" nos olhos. Por ser energia do "Nen", a goma é intangível, e pode ser cancelada pelo próprio ilusionista, Hisoka.
Outra técnica dele é o chamado DOKKIRI TEXTURE. Faz qualquer pano, papel, tela de computador, superfícies em geral se camuflar de acordo com o que ele quer. Por exemplo, a tatuagem de aranha com o número 4 que ele tinha nas costas, era um lenço qualquer que ele fez parecer com pele dele tatuada.

### Gen'ei Ryodan
Gen'ei Ryodan (幻影旅団, lit. Brigada Fantasma)
Também conhecida como Aranha (蜘蛛, Kumo), é uma gangue de ladrões que se originou na Cidade Meteoro. A Aranha é constituída por 13 membros, a Cabeça (Chrollo) e as 12 pernas. As pessoas que vivem lá não existem em todos os registros oficiais, seus habitantes são pouco conhecidos, bem como a existência da própria cidade é conhecida por poucas pessoas. Cada membro tem uma tatuagem de aranha numerada em seu corpo. Aqueles que desejam participar do grupo podem fazê-lo por matar um membro, substituindo-o assim. Se uma vaga se abre devido a outras causas, o líder do grupo, Chrollo Lucilfer, é responsável por encontrar um membro substituto. Embora principalmente roubar e matar, eles ocasionalmente fazem trabalho filantrópico. 
- Hisoka anteriormente era membro número 4 do grupo, antes de ser substituído por Kalluto Zoldyck.

#### Chrollo Lucilfer
Kuroro Rushirufuru (クロロ・ルシルフル)
É o líder e da Gen'ei Ryodan. Chrollo é bem calmo e em todas as situações se mostra ciníco, principalmente ao enganar Neon para roubar seus poderes. Mas Chrollo é bastante preocupado com os integrantes do seu grupo e sempre dita as regras quando há desordem entre seus seguidores, ele aceita a morte sem temor e usa como símbolo uma cruz invertida, que está desenhada em seu casaco.
Chrollo tem a habilidade de roubar as técnicas das outras pessoas, e centralizando os poderes roubados em um livro chamado "Caçador de Princípios", e a pessoa roubada não pode mais usar a técnica. Mas para roubar a técnica é preciso que Chrollo realize 4 regras; testemunhar a realização da técnica que ele deseja roubar, fazer a pessoa responder suas perguntas sobre a técnica, fazer a pessoa colocar a palma da mão na capa do livro dele e fazer tudo isso em até 1 hora. E quando o dono original da técnica roubada morre, Chrollo perde a habilidade de realizar a técnica roubada.
As técnicas roubadas por Chrollo: Teleporte, Chrollo pode teleportar qualquer pessoa de acordo com sua vontade; Indoor Fish, onde Chrollo cria uma série de peixes carnivoros feitos de "Nen" que devoram as pessoas até a morte; Fun Fun Cloth, Chrollo cria um manto especial e tudo o que for embrulhado nele será reduzido de tamanho até caber ma palma da mão de Chrollo, e quando retira o manto o objeto volta ao seu tamanho normal; Lovely Ghost Writer, Chrollo é capaz de fazer previões do futuro para as outras pessoas, mas não pode prever seu próprio futuro, e para prever o futuro das outras pessoas, é necessário ter informações completas sobre a pessoa.

#### Nobunaga Hazama
Nobunaga Hazama (ノブナガ・ハザマ)
Integrante Número 1 da Gen'ei Ryodan, é um guerreiro muito forte tornando sua força maior ao lutar com uma pessoa de cada vez (especialista em taiman). Nobunaga e Uvogin eram muito amigos e vivem discutindo. Nobunaga se utiliza de uma katana (espada tradicional japonesa) com uma excelente precisão. Ele também utiliza o "En" num raio máximo de 3 metros e dizem o que entrar no perímetro dele será morto.

#### Kalluto Zoldyck
Karuto Zorudikku (カルト・ゾルディック)
Integrante Número 4 da Gen'ei Ryodan (subtituindo Hisoka), é o membro mais novo da Família Zoldyck, com dez anos, se mostra muito calmo e sempre ajuda Illumi, como revelado na segunda temporada de Hunter x Hunter. Hisoka é destituído do grupo, e substituído por Kalluto, se tornando o integrante número 4 do grupo. Ao entrar no Ryodan, ele achava que seria fácil ser o mais forte, só que se impressinou bastante com o poder dos outros membros e de qualquer forma não se dá por vencido, pois quer trazer seu irmão Killua de volta. Em batalha, Kalluto exibe um "Leque de Papel" como sua arma, que é capaz de aplicar uma técnica especial para que o papel corte qualquer coisa, com certeza Kalluto usa o "Nen", para realizar este ataque.
- Origamis, Kalluto, fazendo origamis dos membros da aranha, ele pode ouvir tudo o quê falam mesmo ele estando muito longe dele.
- Dança do Bote da Serpente, Kalluto, nesta técnica, despeja sobre seu Leque de Papel pequenos pedaços de papel, depois os lança no chão. E com apenas um movimento de seu leque, cria um ataque em forma circular de uma serpente atacando sua presa consegue arrancar até um braço usando um mísero pedaço de papel.
- Passo Sombrio, Kalluto usa esta técnica para esconder sua presença de outras pessoas, como um tipo de Zetsu.

#### Shalnark
Sharunāku (シャルナーク)
Integrante Número 6 da Gen'ei Ryodan, é o mais inteligente da Gen'ei Ryodan, que pode adquirir qualquer informação e também é bom em tudo que tenta. Shalnark é um grande observador e possui uma rápida habilidade de dedução e compreensão, possui uma "Licença Hunter" para adquirir muitas informações raras. E muito amigo do integrante, Uvogin. Shalnark pode colocar uma espécie de antena na vítima e manipular ele com o celular como uma maneira de controlo remoto. Shalnark também pode colocar uma antena em si próprio, e se dando uma ordem para cumprir, com essa condições cumpridas, ele perde o controle de si mesmo e ganha uma força sobre-humana. Ele só sai desse estado quando cumprir a ordem dada inicialmente. Quando acaba ele fica muito cansado, precisando descansar por 2 dias, e não se lembra de nada que aconteceu durante este período.

#### Shizuku
Shizuku (シズク)
Integrante Número 8 da Gen'ei Ryodan, é uma garota muito forte que possui uma habilidade de materialização rara. A primeira impressão de Shizuku é de uma garota frágil de óculos, muito devotada ao Gen'ei Ryodan, inclusive tem um colar com da cruz invertida, o mesmo da roupa de Chrollo Lucilfer. Shizuku tem uma péssima memória e costuma esquecer coisas muito simples e acontecimentos recentes. Por muitas vezes, Shizuku age com esperteza e outras com ingenuidade. Ela usa seu aspirador "Deme-Chan" para sugar os corpos mutilados por seus companheiros do grupo, e também para sugar o sangue do seus adversários até a morte. Além de usar o "Deme-Chan" como um porrete para espancar seus adversários, "Deme-chan" não pode absorver organismos vivos nem objetos materializados pelo "Nen".

#### Pakunoda
Pakunoda (パクノダ)
Integrante Número 9 da Gen'ei Ryodan, é uma integrante original da Gen'ei Ryodan que é extremamente fiel e inteligente, tendo sua morte acontecido por usar Nen durante a maldição do "Corrente do Julgamento" de Kurapika para passar suas memórias para seus companheiros e dar informações sobre Kurapika, este que estava mantendo Chrollo sob refém. Pakunoda não demonstra sua verdadeira força na obra, mas aparenta ser muito forte, pois ela é uma dos guarda-costas de Chrollo Lucilfer. Ao tocar em uma pessoa e fazer uma pergunta ela é capaz de vasculhar memórias e saber tudo o que ela sabe desde que tenha relação com a pergunta feita. Pakunoda usa uma pistola 38 para disparar suas "balas" especiais. Seu golpe se chama "Balas da Memória", onde Pakunoda materializa no máximo 6 balas contendo as suas próprias memórias ou de outras pessoas e disparando, passa essas memórias para quem levou o tiro, porém se alguém levar o tiro contendo sua própria memória perderá as memórias que a bala continha.

#### Uvogin
Ubōgin (ウボォーギン)
Integrante Número 11 da Gen'ei Ryodan, é um homem muito pontual. Uvogin e Nobunaga eram grandes amigos muito antes da formação do Gen'ei Ryodan. Uvogin morreu em combate contra Kurapika. É o mais forte fisicamente do grupo, pois devido ao seu tamanho e músculos desenvolvidos, possui uma força descomunal. Seu golpe se chama "Big Bang Impact", concentrando toda sua força no punho e golpear seus adversários com uma força equivalente a um pequeno míssil, mas Uvogin tinha como meta fazer com seu golpe se compare a uma bomba atômica.

#### Koltopi
Korutopi (コルトピ)
É um garoto enigmatico, pois nunca o viram lutar e muito menos o seu rosto. Mas ele é muito esperto e ajuda muito no leilão copiando os itens igualmente no Greed Island, copiando as cartas mágicas. A sua habilidade chama-se "Gallery Fake" e consiste em criar cópias perfeitas de tudo que ela tocar com a mão esquerda, independente do tamanho e pode fazer um grande número de cópias. No entanto todas as cópias duram 24 horas no máximo, e ele não pode copiar seres vivos, o "Nen" presente em objetos e objetos materializados. As cópias funcionam como "En" para ele e se tocar o objeto original ele pode dizer onde está a cópia.

#### Feitan
Feitan (フェイタン)
É um sádico que só quer saber de matar as pessoas por pura diversão, e integrante número 5 do grupo Gen'ei Ryodan. Feitan realiza ataques em alta velocidade, e ele usa uma espada que mantém escondida, dentro de um guarda-chuva. Seu ataque mais poderoso é o "Pain Packer - Sol Nascente", no qual, ele transformar sua dor em poder e cria uma miniatura de Sol com o que acumulou. Esse golpe queima tudo e tem um grande raio de alcance. Feitan consegue proteger a si mesmo, mas os outros membros da Gen'ei Ryodan sempre se escondem quando ele usa esse golpe. O poder dele muda conforme a sua raiva.

#### Franklin
Furankurin (フランクリン)
É um guerreiro enorme, bastante inteligente e forte. Franklin não teme a ninguém, e está sempre calmo, tem várias conversas com Shizuku, e acha ela muito inteligente. Sua habilidade é chamada de "Double Machine Gun", no qual ele dispara balas de "Nen" pelos dedos, e Franklin cortou os próprios dedos para fazer com que os disparos fossem mais fortes.

#### Phinks
Finkusu (フィンクス)
É um gênio quando se fala de combate desarmado, e se utiliza unicamente das suas mãos em batalha, que se mostram extremamente poderosas. Phinks é um integrante da Gen'ei Ryodan que é originado de Ryūseigai, e parece fazer dupla com Feitan. Phinks tem o costume de girar os seus braços, para tornar seus golpes mais poderosos, e matar seus adversários quebrando seus pescoços ou usando outros tipos torções.
- "Mayu Chikara", onde Phinks aumentando a intensidade de seu "Ten", Phinks se transforma num verdadeiro casulo de "Nen", que por sua vez o envolve, tornando sua pele impenetrável e seus ossos inquebráveis.
- "Enkin-Namitama", esta técnica exige que Phinks concentre seu "Nen" ao máximo, usando "Ren". Com isso, é possível que o usuário dê golpes a longa distância, emitindo fortes ondas no ar em direção ao oponente. Phinks pode atingir um obstáculo a até 9 metros de distância com total eficiência. Phinks pode optar por vários socos no ar, tendo mais golpes, porém menos intensidade, ou unir as duas mãos e lançar as ondas em movimentos verticais, tendo menor número de ataques, porém mais intensidade.

#### Machi
Machi (マチ)
É uma garota que tem forte e sempre certa intuição. Machi é bastante ágil e inteligente que lembra uma "kunoichi" e usa agulhas como armas de batalha. Machi tem o poder de transformar sua própria aura em linhas finas que servem para vários propósitos, desde curar alguns tipos de machucados até prender alguém, ajudar a rastrear e até mesmo enforcar. Machi ainda pode realocar membros amputados com suas linhas de Nen, refazendo e realocando veias, músculos, carne e tecidos de forma que o membro fique perfeitamente realocando, ela, portanto, cobra milhões de jennys para usar esta habilidade. Quanto maior o fio, menor a resistência. Um fio que dê a volta na terra é tão frágil como um de algodão. Já um menor que um metro aguenta uma tonelada. Se ela soltar o fio a resistência diminui por não ter tanta afinidade com Emissão.

#### Bonolenov
Bonorenofu (ボノレノフ)
É um guerreiro que pertence a tribo dos "Gyu-don-don-don-don" , que possuem o costume de criar buracos nos seus próprios corpos que fazem músicas diferentes de acordo com seus movimentos. Cada música tem um efeito, e sempre se cobre de ataduras para esconder os buracos em seu corpo. Este costume é visto em várias tribos africanas. Seu golpe se chama, "Batte- Le Cantabile: Jupiter", onde Bonolenov cria um pedregulho extremamente pesado parecido com o planeta Júpiter que esmaga seus oponentes.

### Genthru (Bomber)
Genthru (ゲンスルー, Gensurū) é um dos jogadores do game Greed Island. É um usuário de Nen experiente. No jogo ele se fez passar por um assassino chamado "Bomber" e fazia parte de um grupo que planejava monopolizar as cartas de feitiços e, ao ver o grupo atingir seu objetivo, ameaçou-os de morte com os eu golpe "Contagem regressiva" e ficou com seus 97 cards específicos matando todos menos Abengane. Posteriormente ele perseguiu Tsezgera fazendo com que ele saisse do jogo. Deixou de lutar com Gon mas tanto ele quanto seus companheiros foram derrotados e Gon terminou o jogo. Seu Hatsu permite transformar sua aura em material explosivo, que ele utiliza através das técnicas Little Flower e Countdown.

## Família Zoldyck
A família Zoldyck (às vezes também grafado como Zoldycks ou Zoldicks) é uma famosa família de assassinos profissionais das mais temidas do mundo, são originários da região da montanha Kukuru, um antigo vulcão adormecido, na República de Padokia, são donos de uma grande floresta que circula a turística montanha.
Os nomes dos filhos formam uma sequência, do mais velho para o mais novo: IlluMilluKilluAlluKalluto.

### Zeno
- Posição na família: Avô

Seus poderes de nen são de emissão e é considerado um dos melhores usuários de nen do mundo.
Tem uma grande admiração por Killua e o acha bastante talentoso. Parece conhecer muito bem Netero, este que o próprio afirma já ser velho quando Zeno ainda estava em idade de amamentação.
Hatsu
- Lança de dragão

É uma técnica onde Zeno transforma sua aura na cabeça de um dragão e o lança contra o adversário podendo controlar o movimento do dragão por completo.
- Mergulho de dragões

É uma técnica onde a Lança de dragão se difunde em vários dragões menores mas que tem o mesmo poder do golpe original é uma técnica usada parar abranger uma vasta área

### Silver
- Posição na família: Pai

Silver é o pai de Killua, além de outros quatro filhos. É um bom pai, conversa com Killua para entender seus objetivos. Apresenta ser um dos membros mais fortes da família. Como tutor de seus filhos tem várias técnicas, entre elas sabe usar seu cabelo para estancar sangramentos e destruir venenos. Sua técnica é um tipo de raio de Nen concentrados em suas duas mãos.

### Illumi
- Posição na família: filho mais velho
- Usa como arma as agulhas Anchi (agulhas secretas). Pode aplicar no rosto para distorcer seus músculos faciais, afim de disfarçar sua identidade e mudando totalmente sua aparência. É uma mestre em In, conseguindo se manter num estado disfarçado por dias. Por fazer parte do grupo de manipulação, Illumi pode controlar os pensamentos e ações de uma pessoa com seu Nen a partir de onde uma agulha é coloca.

### Milluki
- Posição na família: segundo filho mais velho

Milluki é apresentado como um grande gênio consegue criar armas, como bombas minúsculas, para executar seu trabalho como assassino. Fica a maior parte de seu tempo navegando na internet dentro de seu quarto, utilizando de vários computadores de grande tecnologia, consegue hackear e acessar informações confidenciais com seus conhecimentos sobre computação, tendo até conseguido acessar um site de acesso restrito para possuinte de uma Licença Hunter. Pouco sociável, apresenta um comportamento de disputa com seu irmão Killua, odiando ser desacreditado de suas habilidades, ajudou seu irmão a conseguir informações raras na internet, pois o mesmo foi desafiado por Killua que não conseguiria faze-lô.

### Alluka
- Posição na família: segunda filha mais nova

Alluka
Alluka é um dos membros mais misteriosos da família Zoldyck. Devido ao seu poder especial, ela foi mantida presa no subsolo por anos pela sua família, a fim de que não fizesse pedidos a mais ninguém e consequentemente não causasse mais mortes. Alluka tem dupla personalidade. A outra personalidade se chama Nanika. O seu poder é quase sem limites. Ela faz três desejos a qualquer pessoa. O primeiro é um desejo insignificante, o segundo é sempre algo perturbador (como auto mutilação) e o terceiro geralmente causa a morte da pessoa. Depois, do terceiro desejo ela concede um desejo a pessoa. Qualquer coisa pode se tornar realidade. Mas, caso a pessoa se recuse a realizar os desejos de Alluka, essa pessoa, uma pessoa muito importante para a pessoa que não quis brincar com Alluka, morre de forma cruel ou uma pessoa que a pessoa que não quis brincar com a Alluka passou muito tempo junto. Alluka e Nanika só concedem desejos ao Killua, por gostar muito dele.

### Kalluto
- Posição na família: filho mais novo

Kalluto posteriormente se juntará ao Gen'ei Ryodan, no lugar de Hisoka, sendo assim o membro #4. Sua técnica consiste na manipulação do papel. É muito exigente consigo mesmo.

### Maha
- Posição na família: tataravô

Maha é o avô de Zeno. Aparece quando, juntamente com Illumi e Kalluto, matam os 10 godfathers (ou Chefes da Máfia), um trabalho para o membro do Gen'ei Ryodan, Chrollo Lucilfer.

### Kikyo
- Posição na família: mãe

Kikyo é a esposa de Silva Zoldyck e mãe de: Illumi, Milluki, Killua, Alluka e Kalluto. Ela parece ser uma mulher bastante séria, mais sempre se emociona ao ver alguma atitude fria de seu filho Killua que não quis seguir o caminho de sua família e se tornar um assassino.

### Avó
O décimo membro vivo da família Zoldyck é a avó da família. Não foi mencionado seu nome ou teve qualquer aparição no mangá ou no anime.

### Empregados
A mansão é guardada por muitos empregados. Estão dividos em funções e partes da propriedade:
Dentre eles, se destacam:
- Coco-chan: Não é um empregado da família, é a uma guia turística da região onde se localiza a mansão dos Zoaldyecks.
- Porteiros: São os servos que cuidam das entradas e divisões da propriedade, estão em um nível inferior aos mordomos:
  - Zeburo: É o responsável pelo portão principal, chamado pelos turistas e moradores da região de Portão Yomi, portão do Outro Mundo ou portão da Prova. É um gigantesco portão divido em 7 partes sendo que abri-lo totalmente em todas as suas 7 partes é um desafio quase impossível (Killua, quando tinha três anos, chegou a abrir até a quarta parte, 16 toneladas). Zeburo é encarregado de deixar os desafiantes entrarem e alimentar Mike.
  - Mike: É o grande "animal de estimação" da família, um cachorro-besta-fera gigante parecida com um grande lobo branco, foi ensinado a "morder" todos os invasores da propriedade que não entram pelo portão Yomi.
  - Kanaria: É a guardiã das entradas internas da propriedade, limitando a área de Mike a área da mansões (Mansão dos mordomos e Mansão Zoaldyeck), tem um profundo sentimento de amizade com Killua e embora uma hábil lutadora com bastão é uma pessoa de bom coração.
- Mordomos: São os servos superiores, mais próximos da família, encarregados dos serviços gerais e com habilidades em luta com espada e luta manual, habitam a Mansão dos Mordomos situada antes da Mansão principal onde moram os membros da família.
  - Goto - É o mordomo-chefe, um homem com grande senso de justiça e habilidade, muito hábil e ágil e também muito forte. Proporcionou um teste para Gon, Kurapika e Leorio, que consistia em descobrir em que mão estava a moeda que ele jogava, somente para "passar o tempo".

## Família Nostrad

### Sachimono Tochino
Guarda-costas da família Nostrad. É de emissão.
Hatsu
- Eleven Black Children

Cria 11 "soldados" que lutam por ele. Como ele é de emissão, e não de manipulação, os soldados não podem fazer nada complicado, seguindo um padrão simples de ataque.

### Basho
Guarda-costas da familía Nostrad
Hatsu
- O Poeta de Haikai Errante

Eemas típicos do seu país e ao lê-los os faz virar realidade por meio do nen.

### Veze
Guarda-costas da família Nostrad. É de manipulação
Hatsu
- Amor á Primeira vista'*

Manipula todas as pessoas que beija por 1 minuto

### Scuwala
Guarda-costas da família Nostrad. É de manipulação
Hatsu
- Manipulação de cães

Manipula cães sob a condição de cuidar deles incondicionalmente.Utilizando-os em diversos assuntos.

### Senrittsu
Guarda-Costas da família Nostrad. É de emissão
Hatsu
- Primavera no campo

Ao emanar sua aura por meio da música tocada pela flauta faz com os ouvintes vejam uma paisagem calma e abrandem sua raiva.
Além disso Senritsu possui uma audição extraordinária que lhe permite saber o estado mental da pessoa pelos seus batimentos cardíacos.

## Outros personagens

### Wing
É o mestre de Zushi e também de Gon e Killua. É muito habilidoso na arte de ensinar, é calmo é forte devido ao seu nível de Nen. Aprendeu tudo o que sabe graças à sua mestra Biscuit que disse que ele não tinha muito talento
Arma
Nenhuma (luta artes marciais)

### Zushi
Arma
Se baseia nas artes marciais para lutar

### Biscuit Krueger
Biscuit é hunter profissional, que entra no jogo Greed Island, com o objetivo de conseguir uma jóia chamada "Planeta Azul", que só pode ser encontrada no jogo. Era a professora de nen de Wing a primeira pessoa que ensinou a Gon e Killua sobre o nen, e durante a OVA de Greed Island vira mestra de nen destes, os ajudando com o aperfeiçoamento de suas técnicas com aura, o que levou 3 meses. A primeira vista Biscuit parece ser somente uma menina de 12 anos, mas na verdade essa é uma das suas habilidades, sua verdadeira aparência, é a de uma mulher incrivelmente forte e alta, e devido a isso prefere ficar com sua aparência jovem.
Tem a capacidade de moldar sua aura em números, palavras e frases inteiras no ar, usando os dedos, cujo só podem ser visto através do Gyo. E também usa suas habilidades de transformação de nen, para modificar seu corpo.
Hatsu
- Estee Magical Spa Services

Biscuit materializa uma massagista que ela chama de Cookie-chan, que faz diferentes tipos de massagens e uma loção de vitalidade de nen de transformação que alivia dores e restaura as pessoas que recebem sua massagem. Biscuit constuma usar sua técnica para fins de recuperação e tratamento de doenças do envelhecimento. Tal poder é uma mistura de dois tipos de nen, a materialização e a transformação.
Kaito/Kite
Discípulo de Ging,teve sua primeira aparição no arco de ''chimera ants'' ou seja formigas quimera,possuí um nem poderoso com seu En chegando a mais de 42 metros,habilidade fisíca altamente qualificada sua habilidade consiste numa '' roleta maluca'' que roda de um 0 a 9 e cada número invoca uma arma para kaito sendo que para se livrar da arma tem que usá-la.

## Exame Hunter
- Hanzo

Hanzō (ハンゾー)
Um exímio combatente nas artes do ninjitsu, porém um tanto tagarela. Se tornou amigo de Kurapika e conseguiu o título de Hunter no mesmo ano que Gon.
- Tonpa

Tonpa (トンパ)
Recordista em participações no Exame para Hunter, com inacreditáveis 36 participações (contando o ano da participação de Gon e no ano seguinte fez sua participação de #37), um ser ganancioso que tenta se aproveitar dos candidatos mais novos para prosseguir no exame, um verdadeiro 'fabricante de problemas'. Conhecido também como Eliminador de Novatos.
- Gitarakuru

Gitarakuru (ギタラクル)
O disfarce utilizado pelo irmão de Killua, Illumi Zoldyck, para entrar no torneiro usando sua de uso de agulhas especiais, alterando seu rosto indefinidamente e, sem as agulhas, pode alterar seu rosto por mais ou menos 1 hora.
- Somi

Somī (ソミー)
Candidato a Hunter, conhecido como "Somi,o treinador de macacos", andava constantemente com seu macaco de estimação chamado Kalomi (versão em espanhol) que o ajudou bastante, mas que o abandonou por causa de Kurapika que o deixou livre.
- Nicholas

Nikoru (ニコル)
Foi um candidato a Hunter, pequeno, gordinho e bem ao "estilo mauricinho", mas mantinha um estudo de todos os candidatos em seu PC. Vencido pelo cansaço da primeira prova e pelas palavras cruéis dos irmãos Mori, pagos por Tompa para fazê-lo.
- Amori, Imori e Umori

São os conhecidos 'Os Três Irmãos Amori' (アモリ３兄きょう弟だい, Amori San Kyōdai), estiveram no da participação de Gon e no ano em que Killua passou no exame. Não passando em ambos por causa de Killua.
- Anita

Anita (アニタ)
Candidata a Hunter, teve seu pai morto por um membro da família de Killua e resolveu entrar no Exame para vingar a morte do pai no garoto, Killua a venceu em um combate particular, utilizava uma adaga em seu combate. Esta personagem existe apenas no anime de 1999.
- Bodoro

Bodoro (ボドロ)
Finalista no exame de Hunter e em sua luta contra Leorio foi morto por Killua, aparentemente sobre o controle de seu irmão, como nada pode ser provado, Leorio passou no teste e Killua foi desclassificado. Antes disso, teve uma grande luta contra Hisoka, mas foi derrotado.
- Ponzu

Ponzu (ポンズ)
Candidata a Hunter, bonita, vaidosa e se vestindo toda de rosa, tem o poder de manipular vespas e pode ser uma adversária imprevisível, foi eliminada no quarto estágio do exame do ano em que Gon participou exatamente por ser o alvo de Leorio, teve ajuda de Gon, mas ficou sem seu crachá, necessário para não ser eliminada. Algum tempo depois,virou Hunter, foi a NGL junto com Pokkuru para fazer pesquisas da vida selvagem, mas acabou sendo morta com um tiro de arma de fogo (na cabeça) por uma Chimera Ant.
- Gereta

Gereta (ゲレタ)
Participante do exame de Hunter, era conhecido como caçador entre os aspirantes a Hunter, sua arma é uma zarabatana, da qual atirava dardos venenosos e quem caçou Gon no teste da caça-humana na floresta, foi morto por Hisoka.
- Pokkuru

Pokkuru (ポックル)
Um garoto bem esperto e um dos vencedores do exame no ano da participação de Gon, usa uma touca rosa na cabeça e é muito hábil na caça e no raciocínio lógico, planejava se tornar um famoso Hunter de animais selvagens e tesouro, já havendo tentado passar no exame várias vezes. Algum tempo depois, foi a NGL junto com Ponzu para fazer pesquisas da vida selvagem, mas acabou sendo capiturado por uma Chimera Ant soldado capaz de ver aura. No momento, seu poder Nen era de atirar fechas de várias cores e efeitos. Por pouco não consegue fugir do Ninho das Formigas, mas foi descoberto, torturado e interrogado por Neferpitou, uma guarda real das Chimera Ants de enorme e assustadora aura. Foi ele quem passou todas as informações que dispunha sobre aura para as Chimera nesse "interrogatório" e depois foi morto pelo "cozinheiro" das formigas. Sua carne, cheia de "energia vital" (aura), foi entregue para a Rainha das formigas, ajudando assim a fortalecer o rei que crescia em seu ventre (rei Meruem das formigas).

### Prisioneiros da Trick Tower
A Trick Tower, conhecida como "Torre da Astúcia", "Torre dos Truques" ou "Torre dos Enganos", é uma Torre-prisão para criminosos de alto periculosidade e um dos locais de teste do exame hunter, dirigida pelo Caçador da lista negra Rippo:
- Lelute ou Leluto

Estudou psicologia, mas utilizou seus conhecimentos para levar seus pacientes ao suicidio, uma grande manipuladora e sua principal diversão era brincar com a mente de outras pessoas,foi presa e condenada a 112 anos na Torre-prisão pelo Caçador Rippo onde ocorre um dos testes do exame para se tornar um caçador. No ano da participação de Gon, venceu Leorio em um jogo de aposta e raciocinio.
- Majitani

Companheiro de prisão com Lelute. Usava uma falsa tatuagem da marca da Aranha em suas costas. Enfrentou e foi derrotado por Kurapika. Se fingiu de morto de acordo com uma armadilha de seus amigos de prisão, mas foi desmarcarado por Leorio.
- Jones ou "Jones, o desmontador", como era mais conhecido, era um Serial Killer famoso capturado por Rippo, matava suas vitimas arrancando partes do corpo com as proprias mãos devido a grande força muscular que tinha em suas mãos, foi morto facilmente por Killua ao ter seu coração arrancado no combate entre os dois.